# Zsaru (film)
Zsaru vagy Egy zsaru (eredeti címe Un flic), 1972-ben bemutatott francia–olasz bűnügyi filmdráma, Jean-Pierre Melville rendezésében, Alain Delon, Richard Crenna és Catherine Deneuve főszereplésével. Delon, aki Melville korábbi filmjeiben, A szamurájban (1967) és A vörös körben (1970) hivatásos bűnözőket alakított, ebben a filmben a címszereplő „zsarut” (rendőrfelügyelőt) játssza. Ez volt Jean-Pierre Melville utolsó rendezése, a következő évben, 1973-ban elhunyt. A film megnyitotta Alain Delon „zsarufilmjeinek” sorozatát.

## Cselekmény
A film egy idézettel indul, melyet François-Eugène Vidocq-nak, a modern bűnüldöző munka fontos előfutárának tulajdonítanak: „A detektívben az emberek csak kétféle érzést ébreszthetnek: gúnyt és gyanút.”
Simon párizsi gengszter és három társa, Louis Costa, Marc Albouis és Paul Weber együtt profi rablóbandát alkot, akcióikat pontosan és minden részletre kitérő terv szerint hajtják végre. Simon, a vezér a párizsi Rue d’Armaillén a Simon’s éjszakai mulató vezetője. Ennek rendszeres látogatója Edouard Coleman is, a bűnügyi rendőrség felügyelője, aki a párizsi éjszakában dolgozik, körútját az Champs-Élysées sugárútján kezdi, kimegy a tetthelyekre, vizsgálódik a prostituált-gyilkosságok helyszínén, lecsap a tiltott játékbarlangokra, elfogott zsebtolvajokat hallgat ki, gazdag pederasztákat és őket megkárosító fiatalkorú selyemfiúk ügyeit vizsgálja, besúgóktól szerez bűnügyi információkat. Őrjáratát a Simon’s-ban végzi, ahol barátként fogadják, a felügyelő minden jel szerint elnézi az ott folyó illegális üzelmeket. Simon barátnője, Cathy a felügyelővel is szerelmi viszonyt folytat, hogy a tőle kicsalt információkkal segítse Simon titkos terveit. A banda egy másik tagja, a hatvanéves Paul Weber, volt banki főtisztviselő, akit életkora miatt rúgtak ki, most munkanélküli. Felesége úgy tudja, férje egy strasbourg-i bank személyzeti főnöke, e mesével rendszeresen el tud utazni hosszabb időre, és magas jövedelmének forrását is ezzel igazolja felesége előtt.
December 23-án kora este a négy férfi fegyveres rablótámadást hajt végre egy tengerparti bankfiók ellen Saint-Jean-de-Monts üdülőhelyen, Vendée megyében. Az akció során tűzpárbaj alakul ki, megölik az ellenszegülő pénztárost, de Marc Albuis is súlyosan megsebesül. Társai hosszú utazás után a párizsi Geoffroy Saint-Hilaire magánklinikára viszik, Schmidt álnéven. Másnap megtudják, hogy a rendőrség a kórházakban kutat, lőtt sebekkel felvett férfit keresve. Hamis igazolásokkal ki akarják hozni, de állapota miatt orvosa nem engedi szállítani. Simon barátnője, Cathy ápolónőnek öltözve bejut a kórházba, és injekcióval kivégzi Marcot. A rendőrség megtalálja a halott bankrablót, de semmilyen támpontot sem találnak nála, a hamis név sem vezet sehová.
Transzvesztita besúgójától, Gabytól a felügyelő megtudja, hogy rövidesen egy jelentős drogszállítmányt készülnek továbbítani a Párizs–Lisszaboni éjszakai vonaton. A továbbítást egy profi drogfutár, a „bőröndös” Mathieu végzi, egy megvesztegetett vámőr közreműködésével. Coleman akciót szervez, hogy közvetlenül a határ előtt, Bayonne-ban lecsapjanak drogszállítmányra, és tetten érve elfogják a futárt és a vámőrt is. Bordeaux-ban a rendőrség emberei figyelemmel kísérik a drogot tartalmazó bőrönd feladását Mathieu-nek, aki fülkéjébe zárkózva őrzi azt a végállomásig.
Coleman azonban nem tudja, hogy Simon és bandája vakmerő tervet dolgozott ki a drogszállítmány megszerzésére. Terve azon alapul, hogy a Bordeaux–Irun-vasútvonal egyik régi szakaszán, Lamothe és Labouheyre állomások között 45 km hosszan nyílegyenesen halad, a nagy sebességű vonat viszont a pálya állapota miatt e szakaszon csak 60 km/h sebességgel közlekedhet. Simon kiszámítja a rendelkezésére álló időtartamot, helikopterrel a mozgó szerelvény fölé száll, csörlőn leereszkedik a vagon tetejére, bejut a hálókocsi belsejébe, szerszámaival betör a „bőröndös” Mathieu fülkéjébe, ártalmatlanná teszi és elkábítja a futárt. Cinkosai a drogot rejtő táskákkal együtt Simont is visszahúzzák csörlővel a helikopterbe.
Másnap Párizsban Coleman felügyelő értesül, hogy a bayonne-i vámvizsgálaton a „bőröndös” Mathieu-nél nem találtak semmilyen csomagot. A feldühödött felügyelő azt hiszi, besúgója átvágta őt, és megveri a mit sem értő Gabyt.
Közben a törvényszéki bonctani vizsgálat megállapítja a halott Schmidt valódi személyazonosságát. Marc Albuis-t Coleman felügyelő kapcsolatba tudja hozni Louis Costával, akit Coleman és emberei egy étteremben jól szervezett akcióval simán elkapnak. Paul Weber aggódik, de Simon biztos benne, hogy bajtársa nem fog rájuk vallani. Coleman-ék durva vallatási módszerei azonban megtörik a cinikus és kemény nehézfiút is. A felügyelő visszamegy a Simon’s mulatóba. Tudatja Simonnal, hogy Costa kiadta a nevét. Kétértelműen sejteti, hogy nem tolerálja többé Simon ügyleteit. Simon habozik, de engedi, hogy Coleman eltávozzon. Ezután telefonon riasztja Paul Webert, de a rendőrök már a bűntárs ajtaján dörömbölnek, Weber öngyilkosságot követ el. Másnap hajnalban Simon szökni készül Cathyval együtt. Amikor kilép Carnot sugárúti szállodájából, kezében a drogot tartalmazó bőrönddel, Coleman fegyvert fog rá, hogy letartóztassa. Simon úgy tesz, mintha revolveréért nyúlna, a felügyelő agyonlövi, Cathy szeme láttára. Elősiető emberei nem találnak fegyvert a halottnál. Coleman csak annyit mond: „Ő akart öngyilkos lenni”.

## Szereposztás
| Szerep                             | Színész            | Magyar hangja (1. szinkron) |
| ---------------------------------- | ------------------ | --------------------------- |
| Edouard Coleman felügyelő          | Alain Delon        | Csernák János               |
| Simon                              | Richard Crenna     | Konrád Antal                |
| Cathy                              | Catherine Deneuve  | Földessy Margit             |
| Paul Weber                         | Riccardo Cucciolla | Szokolay Ottó               |
| Weberné, Paul felesége             | Simone Valère      | (n. a.)                     |
| Louis Costa                        | Michael Conrad     | (n. a.)                     |
| Marc Albouis, sebesült bankrabló   | André Pousse       | (n. a.)                     |
| Morand, nyomozó                    | Paul Crauchet      | (n. a.)                     |
| Férfi, akitől elloptak egy szobrot | Jean Desailly      | Szatmári István             |
| Gaby, transzvesztita besúgó        | Valérie Wilson     | Faragó Vera                 |
| Rendőrtiszt                        | Henri Marteau      | Dobránszky Zoltán           |

## További információ
- Zsaru a PORT.hu-n (magyarul)
- Zsaru az Internetes Szinkronadatbázisban (magyarul)
- Zsaru az Internet Movie Database-ben (angolul)
- Zsaru a Rotten Tomatoeson (angolul)
- Zsaru a Box Office Mojón (angolul)
- Un flic (1972) (francia nyelven). AlloCiné.fr
- Un Flic (1972) (angol nyelven). British Film Institute (BFI.org.uk). (Hozzáférés: 2023. szeptember 2.)
- Der Chef (1972) (német nyelven). Filmdienst.de